# Jivarus jagoi
Jivarus jagoi är en insektsart som beskrevs av Ronderos 1979. Jivarus jagoi ingår i släktet Jivarus och familjen gräshoppor. Inga underarter finns listade i Catalogue of Life.